# Emil Bobu
Emil Bobu (Vârfu Câmpului, 22 de febrero de 1927 - Bucarest, 12 de julio de 2014) fue un activista y político comunista rumano, que se desempeñó como ministro del Interior de 1973 a 1975 y ministro de Trabajo de 1979 a 1981. Fue una figura influyente en los últimos años del régimen del Partido Comunista Rumano (PCR, por sus siglas en rumano) hasta su caída durante la Revolución de 1989.

## Biografía
Bobu nació en una familia de campesinos en Vârfu Câmpului, distrito de Botoșani, en 1927. Estudió hasta el séptimo grado de la escuela primaria y en la escuela para empleados de los Ferrocarriles Rumanos (CFR), y posteriormente se convirtió en tornero en el taller de CFR en Iași de 1943 a 1945. Ingresó en la Unión de la Juventud Comunista en 1941 y en el Partido Comunista Rumano en noviembre de 1945. Desde ese momento hasta 1947, fue responsable de las cuestiones juveniles en la organización comunista en el taller del CFR de Iași. En 1948, cuando se había establecido un régimen comunista, estudió en Bucarest para convertirse en profesor de las escuelas de CFR. En 1949, asistió a la facultad de Derecho en la Universidad de Iași y en 1950 fue nombrado asesor jurídico principal del Ministerio de Justicia. También ese año se convirtió en fiscal militar en Bucarest, recibiendo el grado de teniente, y en 1952 fue ascendido a fiscal general con el grado de capitán. Estudió derecho a nivel universitario entre 1954 y 1957. Mientras tanto, en la sección administrativa del comité central del partido, fue nombrado profesor de derecho (marzo-noviembre de 1953) y subjefe de sección (1953-1958), así como profesor en la sección de organizaciones de masas del comité central. También asistió a cursos en la Academia Ștefan Gheorghiu durante este período.
En 1959 se convirtió en presidente del comité ejecutivo del consejo de la región de Suceava y miembro de la mesa del comité regional del partido (1965-1966). En junio de 1960, se convirtió en miembro suplementario del comité central, pasando a ser miembro de pleno derecho en julio de 1965, poco después de que Nicolae Ceaușescu llegara al poder. Entre 1968 y 1973 fue primer secretario del comité del partido del distrito de Suceava y presidente del comité ejecutivo del consejo del distrito. En diciembre de 1972, se convirtió en asesor de Ceaușescu. Fue ministro del Interior desde marzo de 1973 hasta marzo de 1975.
Fue miembro suplente del comité político ejecutivo (CPEx) del PCR de julio a noviembre de 1974, cuando ascendió a miembro pleno, ocupando el cargo hasta la Revolución de 1989. De 1975 a 1979 fue vicepresidente del Consejo de Estado. A partir de 1975, dirigió la sección de asuntos militares y judiciales del comité central, pasando a ser jefe de la sección de cuadros en 1977. Se desempeñó como ministro de Trabajo y jefe de la Federación General de Sindicatos de Rumania desde enero de 1979 hasta febrero de 1981. Durante el gobierno de Ilie Verdeț, fue vice primer ministro desde enero de 1980 hasta mayo de 1982. Hasta esta última fecha, dirigió el consejo nacional de agricultura, industria alimentaria y gestión del agua. Al mes siguiente, se convirtió en presidente del consejo de organización económica y social, permaneciendo hasta la Revolución de 1989. Desde 1984 hasta diciembre de 1989, fue secretario general del PCR para cuestiones organizativas, y en noviembre-diciembre de 1989 formó parte del buró permanente del comité central. Según Ion Stănescu, entonces ministro de Turismo, el decimocuarto y último congreso del partido en noviembre de 1989 vio un entusiasmo cada vez menor entre los asistentes. Fue Bobu quien animó a los delegados con vigorosos aplausos y gritó consignas, levantándose y aplaudiendo después de cada frase, interrumpiendo a veces a Ceaușescu con aplausos antes de que terminara de hablar.
Fue diputado de la Gran Asamblea Nacional entre 1961 y 1989, representando a los distritos de Suceava, Iași, Dâmbovița y Dolj. En 1981 recibió el título de Héroe del Trabajo Socialista. El politólogo Vladimir Tismăneanu lo describe como parte de un grupo de figuras "profundamente serviles" y "absolutamente incompetentes" de las que Ceaușescu se rodeó en la década de 1980. A partir de 1982, como parte de su tribunal personal de hagiógrafos, era el segundo al mando indiscutible de Elena Ceaușescu; fue descrito por Tismăneanu como "su servidor más obediente", juntos eran responsables de todos los nombramientos de personal. En su estudio de los últimos años del régimen, Roger Kirk, embajador de Estados Unidos en Rumania de 1985 a 1989, y el diplomático rumano Mircea Răceanu afirman que Bobu era "posiblemente el rumano más poderoso después de los dos Ceaușescus", aunque su estatus dentro de la estructura del partido cayó tras el decimotercer congreso en noviembre de 1984.
El 20 de diciembre de 1989, Ceaușescu envió a Bobu, junto con el primer ministro Constantin Dăscălescu, a Timișoara, ordenándoles que intentaran sofocar las actividades revolucionarias allí. La misión fracasó y regresaron a Bucarest a primera hora de la mañana siguiente. La mañana del 22 de diciembre, acompañó a Nicolae y Elena Ceaușescu en su vuelo en helicóptero hasta el retiro presidencial de Snagov. Los dejó allí con la promesa del dictador de que llegaría un segundo helicóptero, Bobu y Manea Mănescu se marcharon veinte minutos después en un vehículo ARO conducido por un oficial de la Securitate. Una multitud enojada hizo una emboscada a su coche cerca del centro de Găești, golpeó al conductor y también agredió a Bobu. Detenido por el fiscal local, se descubrió que Bobu llevaba 6.000 leus en los bolsillos y una lista de los organizadores de la "manifestación enemiga en Timișoara". En febrero de 1990, el Tribunal Militar de Bucarest dictó sentencia contra cuatro exmiembros del CPEx. Bobu, declarado culpable de complicidad en genocidio por su papel en la emisión de órdenes de disparar durante la Revolución, recibió una pena de cadena perpetua y la confiscación de todos sus bienes personales. El proceso, muy publicitado, ha sido descrito como un "juicio farsa"; Bobu y otros tres destacados acusados fueron declarados culpables después de ofrecer un testimonio autocrítico ensayado al que luego renunciaron. El Estado presentó un recurso de apelación en el caso de los cuatro, y en abril de 1993, la Corte Suprema de Justicia determinó que Bobu no había cometido genocidio, sino complicidad en homicidio agravado y complicidad en intento de homicidio agravado. Por tanto, su pena se modificó a diez años de prisión y cinco años de pérdida de derechos políticos. En junio de 1993, el tribunal militar aceptó su solicitud de libertad condicional y fue puesto en libertad. Bobu murió en 2014 en un hospital de Bucarest, como resultado de una isquemia cerebral.
Se casó con María Cristian en 1957; ella fue ministra de Justicia desde 1987 hasta la revolución de 1989.